# حقل غاز التمساح
حقل تمساح للغاز، هو حقل للنفط والغاز الطبيعي، على البحر المتوسط، مصر.

## التاريخ
يقع الحقل على بعد 56 كم من مدينة بورسعيد. وتشغله شركة بترول بلاعيم. في 1998 وقعت شركة أموكو/إني اتفاقية لبيع الغاز الطبيعي المستخرج من حقل تمساح. في أغسطس 2004 شب حريق في آبار حقل غاز تمساح وظلت النيران مشتعلة لمدة 38 يوم، حتى انهارت منصة الموقع البحري بالكامل، وانهار معها الحفار أدرياتك 1. بعد عام من هذه الواقعة وقع وزير البترول المصري السابق سامح فهمي، عقد تصدير الغاز لإسرائيل، لكن قبل هذا العقد اتخذ فهمي عدة إجراءات لم تكن مفهومة في هذه الفترة، لكنها كشفت عن تصدير الغاز المصري إلى إسرائيل سرًّا، من دون أية اتفاقيات معلنة، تحت غطاء خط الغاز المتجه للأردن.
وفي سبتمبر 2012، كشفت مصادر سيادية، أن آبار حقل التمساح كانت موجهة بالكامل إلى إسرئيل، وأن الحريق الهائل الذي أوقف الإنتاج لأكثر من عامين ونصف العام، أثر على حصة إسرائيل من الغاز المصري.
وأكدت المصادر أن إنتاج الحقل كان مخصصًا بالكامل لإسرائيل، حسب اتفاق سري بين الحكومتين المصرية والإسرائيلية، قبل الإعلان عنه، وتوقيع اتفاقية به، واتخذ سامح فهمي، الذي يقضي حاليًّا عقوبة بالحبس في قضية تصدير الغاز المصري بثمن بخس لإسرائيل، والإضرار بالاقتصاد الوطني، اتخذ إجراءات من أجل توفير غاز بديل؛ ليضخ إلى إسرائيل. فقد طلب الوزير الأسبق من الشركات المصرية ضخ كل إنتاجها من الغاز الطبيعي إلى الشبكة القومية للكهرباء؛ لمواجهة الموقف شديد الصعوبة، وكانت هذه الشركات تجهل أن هذا الغاز ذاهب في الحقيقة إلى إسرائيل مباشرة. الإجراء الذي اتخذه فهمي وضع هذه الشركات، في أزمة كبيرة، خاصة أنها تحتاج لكميات من الغاز في عملية إنتاج الزيت الخام، وخلال 3 أشهر تقريبًا تعطل إنتاج الزيت في كثير من الحقول المصرية.
وبدأ سامح فهمي في ضخ الغاز الطبيعي لإسرائيل على حساب محطات توليد الكهرباء، والتي تعطل إنتاجها؛ لتظهر في مصر ظاهرة انقطاع الكهرباء، خاصة في شهر الصيف، بحجة تخفيف الأحمال، والتي تتزايد حتى الآن.
ومن أجل توفير وقود بديل لمحطات توليد الكهرباء، دون المساس بالغاز المصري المتدفق إلى الأراضي الإسرائيلية، بدأ سامح في استيراد السولار والمازوت من الجزائر بالسعر العالمي المضر بالاقتصاد المصري، فقد بلغ سعر المليون وحدة حرارية من السولار والمازوت المستورد 3 أضعاف سعر الغاز المصدر لإسرائيل، بخلاف الضرر البيئي والصحي الناتج عن استخدام المازوت والسولار؛ إضافة إلى التأثير السلبي على محطات التوليد المصممة للعمل بالغاز الطبيعي كوقود أساسي. ومن أجل معالجة كل هذا الخلل لجأ سامح فهمي لاقتراض 28 مليار دولار من مؤسسة التمويل الدولية مورگان ستانلي، بضمان الهيئة العامة للبترول وقام وفد من المؤسسة بزيارات تفقدية واستقصائية لشركات الهيئة، ومنها شركات السويس وجابكو ورشيد.
لكن رئيس الهيئة العامة للبترول حينها المهندس إبراهيم صالح، أبلغ تفاصيل ما حدث لوزير المالية الأسبق، يوسف بطرس غالي، والذي أبلغ بدوره رئيس الوزراء الأسبق أحمد نظيف؛ ليصل الأمر للرئيس السابق حسني مبارك، الذي رفض اقالة فهمي وطالب المسئولين بالبحث عن مخرج آخر.
ولمواجهة الأزمة، قررت الحكومة المصرية وقتها تشكيل مجلس إدارة للهيئة العامة للبترول؛ ليضم وزراء المالية والكهرباء والبترول، إضافة للرئيس التنفيذي للهيئة، وقرر المجلس تحويل موارد قطاع البترول إلى وزارة المالية، والتي ستتولى بدورها الإنفاق على قطاع البترول، مما أدى إلى حدوث مشكلات بين المالية والبترول، استمرت حتى الآن، وتظهر جليًّا في أزمات الوقود، فعمليات استيراد المواد البترولية تتوقف على مقدار ما توفره وزارة المالية من أموال للاستيراد.
وبدأت وزارة المالية تحمل مسؤولية دفع أقساط وفوائد قرض «مورجان ستانلي» عن طريق البنك الأهلي المصري، ولكنها لم تتمكن من توفير مستحقات الشركاء الأجانب في شركات البترول، نظير حصصهم من الزيت الخام، وتراكمت الديون على الهيئة العامة للبترول، التي اضطرت للسماح للشركاء الأجانب بتصدير حصصهم من الزيت؛ ترضية لهم، حتى لا يسحبوا استثماراتهم، ونتج عن ذلك عجز في المنتجات البترولية يوازي الكميات المصدرة من الخام.
واضطرت وزارة البترول إلى تعويض تلك الكميات باستيراد السولار والبنزين بالسعر العالمي، مضافًا إليها تكلفة النقل والتكرير، بالرغم من وجود 8 معامل تكرير مصرية توقف معظمها عن العمل بطاقتها الكلية.
وأدت كل هذه الخطوات المتوالية إلى سقوط قطاع البترول في بئر من الديون بدأ بقرض مورگان ستانلي؛ لينتهي حاليًّا إلى 300 مليار دولار لصالح الشركاء الأجانب وشركات الهيئة نفسها وتفاقم أزمة الوقود الحالية.

## الاحتياطيات
يبلغ الاحتياطي المؤكد للحقل حوالي 56 بليون قدم معكب من الغاز الطبيعي ويبلغ الإنتاج اليومي 6 ملايين قدم مكعب.

## وصلات خارجية
- أموكو توقع اتفاقية لبيع 500 مليون متر مكعب من الغاز للأسواق المصرية
- إني: منصة تمساح تحت السيطرة